# Savile Crossley (1er baron Somerleyton)
Pour les articles homonymes, voir Crossley.
Savile Brinton Crossley, 1er baron Somerleyton (14 juin 1857 - 25 février 1935), est un homme politique libéral unioniste britannique qui est payeur général de 1902 à 1905.

## Jeunesse
Il est le fils unique de l'homme d'affaires et homme politique libéral Francis Crossley, 1er baronnet, et de son épouse Martha Eliza, fille de Henry Brinton.

## Carrière politique
Il est élu au Parlement pour Lowestoft en 1885, en tant que libéral. En 1886, il rejoint les Libéraux Unionistes et occupe le siège jusqu'en 1892, date à laquelle il décide de ne pas se représenter à Lowestoft.

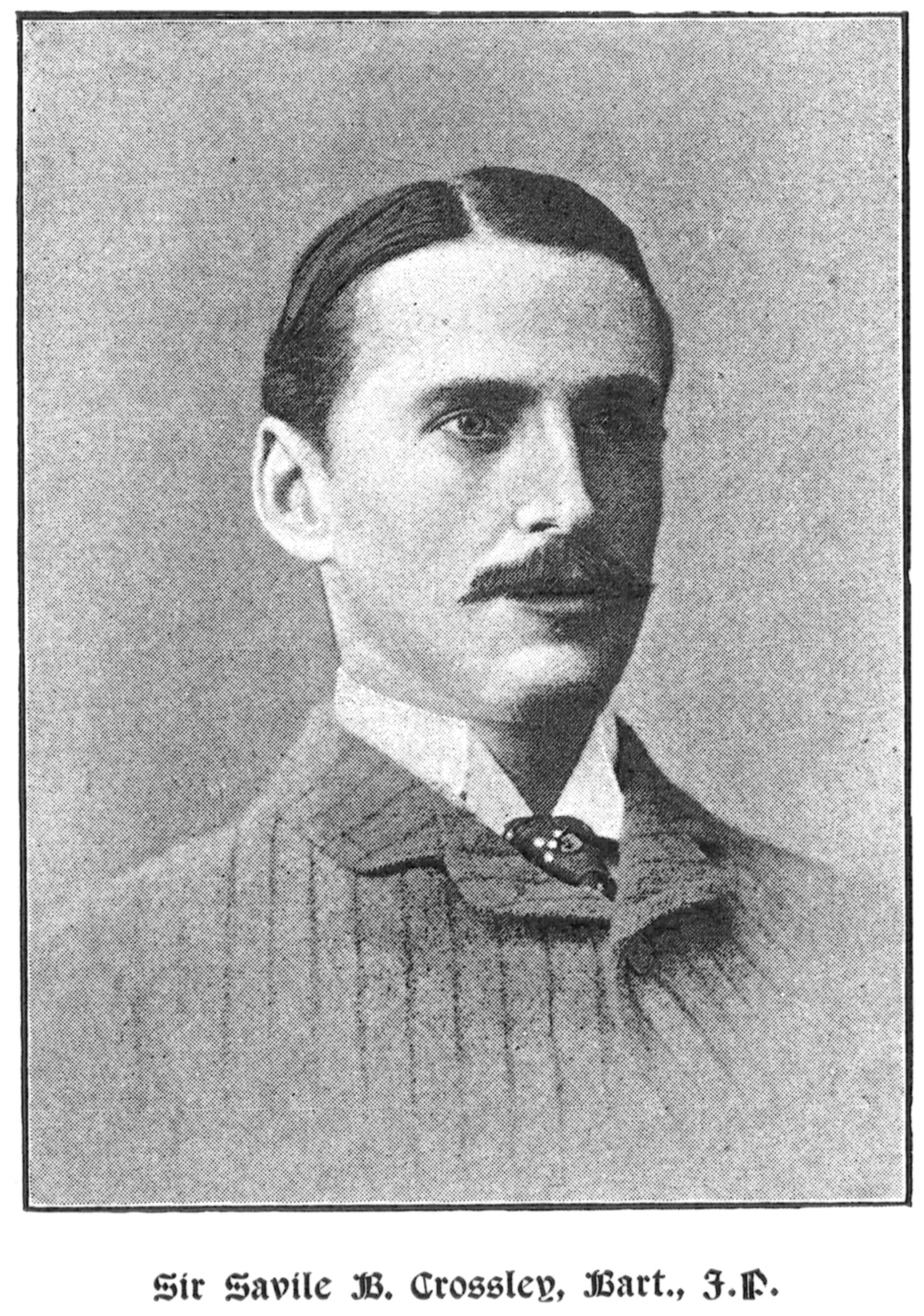
Photographié dans les célébrités du Suffolk, 1893

En 1897, il se présente comme libéral-unioniste lors d'une élection partielle à Halifax. Il échoue cette fois-ci, mais se présente de nouveau à Halifax aux élections générales de 1900 et remporte le siège. Il est nommé haut shérif du Suffolk pour 1896–97.
Il est impliqué dans les travaux concernant le cadeau du couronnement national du peuple à leur nouveau monarque, le roi Édouard VII, et est présent lors de sa remise au roi deux jours après le couronnement, le 11 août 1902. Il est investi en tant que membre (quatrième classe) de l'Ordre royal de Victoria (MVO).
En août 1902, il est nommé Paymaster General dans le gouvernement conservateur d'Arthur Balfour et est admis au Conseil privé en décembre de la même année. Il reste à ce poste jusqu'à la chute du gouvernement en décembre 1905, et il perd son siège lors des élections générales de 1906 qui suivent peu après.
En 1916, il est élevé à la pairie en tant que baron Somerleyton, de Somerleyton dans le comté de Suffolk. Deux ans plus tard, il est nommé Lord-in-waiting (whip du gouvernement) dans le gouvernement de coalition de David Lloyd George. La coalition tombe en 1922, mais Somerleyton reste comme whip également dans les gouvernements conservateurs de Bonar Law et Stanley Baldwin. Cependant, après la chute du premier gouvernement Baldwin en 1924, il n'occupe plus de poste ministériel.

## Carrière militaire
Le 2 avril 1893, il est nommé capitaine dans le bataillon de milice du Norfolk, stationné à Great Yarmouth à Norfolk. Il se porte volontaire pour un service actif en Afrique du Sud pendant la seconde guerre des Boers et est nommé, le 10 mars 1900, capitaine dans la Yeomanry impériale et attaché au 18e bataillon. Au début de mai 1902, il est de retour en tant que capitaine de l'artillerie de Norfolk. Il est promu au grade substantiel de lieutenant-colonel majeur et honoraire du bataillon plus tard le même mois et est ensuite lieutenant-colonel commandant le bataillon.

## Famille
Lord Somerleyton épouse Phyllis de Bathe, fille du général Henry de Bathe (4e baronnet), en 1887. Il meurt en février 1935, à l'âge de 77 ans, et est remplacé par son fils aîné, Francis Savile Crossley. Son fils cadet, John, est le père de Belinda Douglas-Scott-Montagu, baronne Montagu de Beaulieu. Lady Somerleyton est décédée en 1948.